# Хайнрих Фридрих Линк
Йохан Хайнрих Фридрих Линк (на немски: Johann Heinrich Friedrich Link) е германски ботаник.

## Биография
Роден е на 2 февруари 1767 година в Хилдесхайм, Свещена Римска империя. През 1789 година завършва медицина и естествени науки в Гьотингенския университет, след което започва да преподава там. През 1792 година става първият професор по химия, зоология и ботаника в Ростокския университет. През 1797 – 1799 година участва в научната експедиция в Португалия, водена от граф Йохан Центуриус фон Хофмансег. Издава многобройни статии и книги в различни научни области, като физика, химия, геология, минералогия, ботаника, зоология, етика, ранна история.
През 1800 година Линк е избран за член на академията Леополдина. През 1806 година основава първата химическа лаборатория в Росток, на два пъти е избиран за ректор на университета. От 1811 година е професор по химия и ботаника в Университета в Бреслау, където също два пъти става ректор. След смъртта на Карл Лудвиг Вилденов през 1815 година Линк заема мястото му като професор по естествена история и директор на ботаническата градина в Берлин, където остава до смъртта си.
Хайнрих Линк умира на 1 януари 1850 година в Берлин, Прусия.

## Трудове
- Grundlehren der Anatomie und Physiologie der Pflanzen. Göttingen 1807.
- Nachträge zu den Grundlehren etc. Göttingen 1809.
- Die Urwelt und das Altertum, erläutert durch die Naturkunde. Berlin. 1820–1822. (2. Auflage 1834)
- Handbuch zur Erkennung der nutzbarsten und am häufigsten vorkommenden Gewächse. Haude und Spener, Berlin 1829
  - Erster Theil (1829).
  - Zweiter Theil (1831).
  - Dritter Theil (1833).
- Das Altertum und der Übergang zur neuern Zeit. Berlin 1842.
- Elementa philosophiae botanicae. Berlin 1824. 2. Auflage 1837 (латински и немски).
- Anatomisch-botanische Abbildungen zur Erläuterung der Grundlehren der Kräuterkunde. 4 Bände. Berlin 1837–1842.
- Ausgewählte anatomisch-botanische Abbildungen. 4 Bände. Berlin 1839–1842.
- Filicum species in horto regio Berolinensi cultae. Berlin 1841.
- Anatomie der Pflanzen in Abbildungen. 3 Bände. Berlin 1843–1847.